# Adriana Krnáčová
Adriana Krnáčová (ur. 26 września 1960 w Bratysławie) – czeska polityk i menedżer słowackiego pochodzenia, w 2014 wiceminister spraw wewnętrznych, od 2014 do 2018 prezydent Pragi.

## Życiorys
Pochodzi ze Słowacji. Z wykształcenia filolog, ukończyła studia na Uniwersytecie Komeńskiego w Bratysławie. Uzyskała dyplom MBA na DePaul University w Chicago. Od 1991 do 1995 była dyrektorką Soros Center for Contemporary Arts w Bratysławie. W 1995 wyjechała na stałe do Czech, motywując to sprzeciwem wobec rządów Vladimíra Mečiara. Uzyskała następnie czeskie obywatelstwo. Była współwłaścicielką galerii, następnie konsultantką, a od 2001 do 2007 dyrektorem wykonawczym oddziału Transparency International w Czechach. Później zatrudniona m.in. w koncernie Johnson & Johnson. W 2008 została przewodniczącą czeskiego forum zdrowia.
W 2014 z rekomendacji ANO 2011 objęła stanowisko wiceministra spraw wewnętrznych. W tym samym roku wybrano ją do rady miejskiej Pragi. W listopadzie 2014 rada miejska powołała ją na urząd prezydenta czeskiej stolicy. Zakończyła urzędowanie w listopadzie 2018.